# Cervona Sloboda, Makariv
Cervona Sloboda (în ucraineană Червона Слобода) este o comună în raionul Makariv, regiunea Kiev, Ucraina, formată numai din satul de reședință.

## Demografie
Componența lingvistică a comunei Cervona Sloboda
     Ucraineană (96,39%)
     Rusă (3,4%)
Conform recensământului din 2001, majoritatea populației comunei Cervona Sloboda era vorbitoare de ucraineană (96,39%), existând în minoritate și vorbitori de rusă (3,4%).